# Kuźma Chmielewski
Kuźma Michajłowicz Chmielewski (ros. Кузьма Михайлович Хмелевский, ur. w lipcu 1907 w Nieżynie, zm. 1978) – radziecki polityk ukraińskiego pochodzenia, I sekretarz Komitetu Obwodowego WKP(b) w Mołotowie (obecnie Perm) w latach 1946–1950.
1928–1930 sekretarz odpowiedzialny i kierownik wydziału rejonowego komitetu Komsomołu w obwodzie uralskim, od 1929 działacz WKP(b). 1929–1932 zaocznie studiował w Komunistycznym Uniwersytecie, później był słuchaczem Wyższej Szkoły Partyjnej przy KC WKP(b) i Kursów Pedagogicznych przy KC WKP(b). We wrześniu 1936 aresztowany, w lipcu 1938 zwolniony. Od 1938 do marca 1939 zastępca kierownika budowy państwowej elektrowni rejonowej, od marca do grudnia 1939 partyjny organizator KC WKP(b) elektrociepłowni w obwodzie swierdłowskim, od grudnia 1939 do sierpnia 1940 I sekretarz Komitetu Miejskiego WKP(b) w Krasnokamsku, od października 1941 do 1942 sekretarz Komitetu Obwodowego WKP(b) w Mołotowie ds. czarnej metalurgii. 1942–1944 II sekretarz Komitetu Miejskiego WKP(b) w Mołotowie, od lutego 1944 do 19 kwietnia 1946 II sekretarz Komitetu Obwodowego WKP(b) w Mołotowie, a od 19 kwietnia 1946 do 14 stycznia 1950 I sekretarz Komitetu Obwodowego WKP(b) w tym mieście.

## Odznaczenia
- Order Lenina
- Order Czerwonego Sztandaru Pracy
- Order Czerwonej Gwiazdy